# Cephalopholis cyanostigma
Cephalopholis cyanostigma är en fiskart som först beskrevs av Achille Valenciennes 1828.  Cephalopholis cyanostigma ingår i släktet Cephalopholis och familjen havsabborrfiskar. IUCN kategoriserar arten globalt som livskraftig. Inga underarter finns listade i Catalogue of Life.